# Aleksander Szymański (1927–2017)
Aleksander Szymański ps. „Korab” (ur. 12 grudnia 1927 w Przemyślu, zm. 27 grudnia 2017 w Rzeszowie) – major Armii Krajowej w stanie spoczynku, więzień obozów KL Auschwitz i KL Mauthausen-Gusen.

## Życiorys

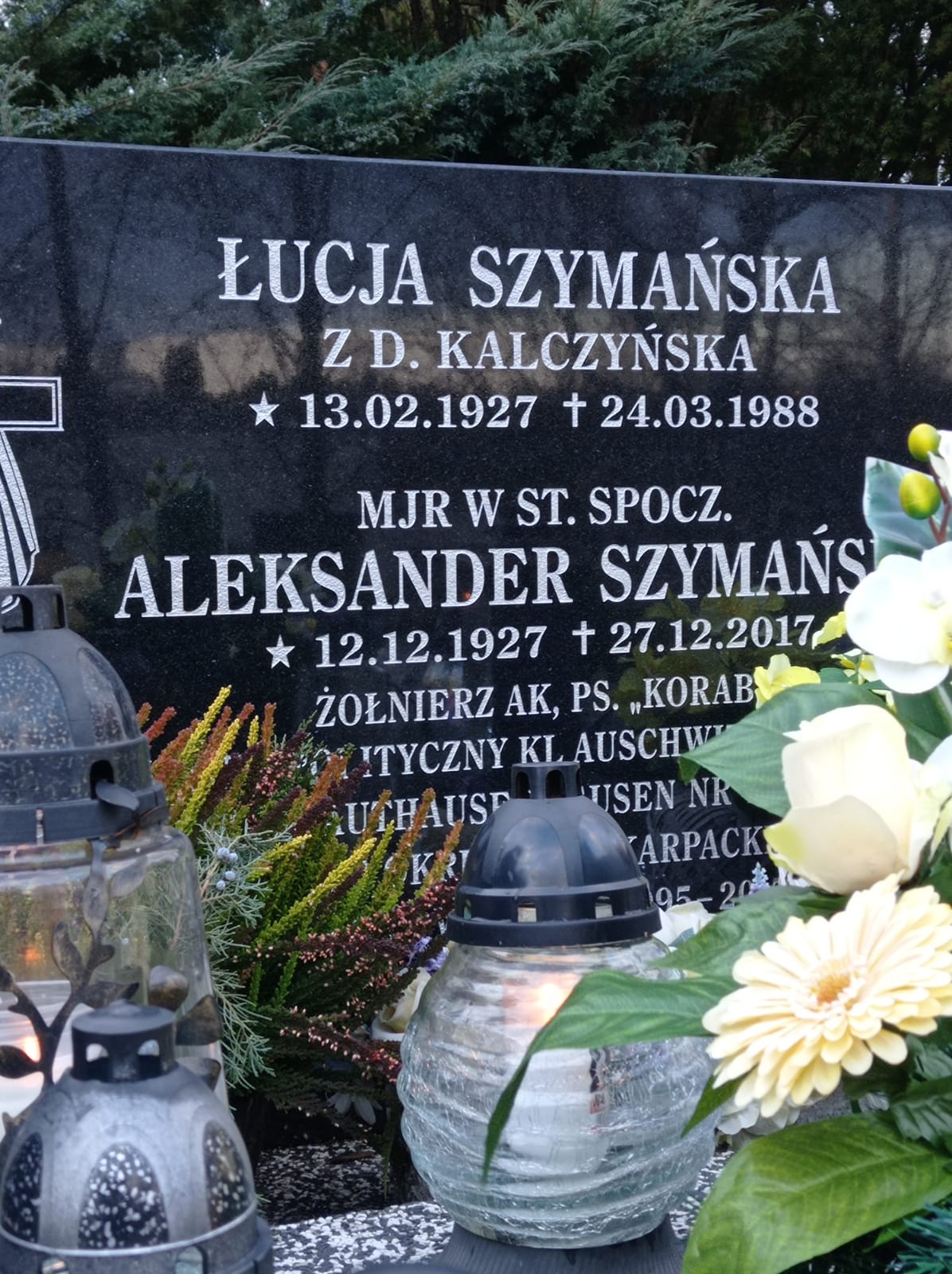
Tablica nagrobna Łucji i Aleksandra Szymańskich, cmentarz Wilkowyja w Rzeszowie, fot. Małgorzata Szymańska

W czasie okupacji niemieckiej należał do Oddziału Dyspozycyjnego „DW” Komendy Obwodu AK Przemyśl „Polana”. Jako 15-letni uczeń drugiej klasy Liceum Handlowego został aresztowany 20 września 1943 r. za roznoszenie nielegalnej prasy i przenoszenie meldunków między dowódcami placówek ZWZ-AK na odcinku Przeworsk-Jarosław-Przemyśl, przetransportowany do więzienia w Tarnowie, skąd trafił do KL Auschwitz, gdzie otrzymał nr 153401; pracował przy rowach melioracyjnych. Pod koniec 1943 r. – po dwóch miesiącach pobytu w KL Auschwitz – przeniesiony do KL Mauthausen-Gusen, gdzie pracował początkowo w kamieniołomach Gusen, a później w fabryce Messerschmitta (Drogę z Mauthausen do Gusen – obozu pracy przymusowej, gdzie więźniowie pracowali w kamieniołomach – przebyliśmy tylko w bieliźnie i drewnianych trepach, był to początek grudnia, temperatura spadła do minus 10 stopni C, a szliśmy przez Alpy. Znowu przeszliśmy przez łaźnię, otrzymaliśmy numery i przydział do pracy. Zostałem skierowany do kamieniołomów, skąd mało kto wracał żywy. Pracowałem tam tylko przez miesiąc. Dzięki pomocy oficera rez. Kazimierza Strusia zostałem przeniesiony do pracy w fabryce Messerschmitta i zajmowałem się przygotowywaniem kadłubów do produkcji samolotów. Pracowaliśmy dwanaście godzin na dobę). W KL Mauthausen-Gusen przebywał aż do wyzwolenia 5 maja 1945 r. Był członkiem Okręgu Podkarpackiego ŚZŻAK od założenia w 1990 r. Pełnił obowiązki Prezesa Okręgu od 1995 r. do października 2017. 1 lipca 2015 r. mianowany na stopień majora.
Został pochowany na Cmentarzu Wilkowyja w Rzeszowie.

## Odznaczenia i nagrody
- Krzyż Komandorski Orderu Odrodzenia Polski
- Krzyż Oficerski Orderu Odrodzenia Polski
- Krzyż Kawalerski Orderu Odrodzenia Polski
- Złoty Krzyż Zasługi
- Krzyż Partyzancki
- Krzyż Oświęcimski
- Krzyż Armii Krajowej
- nagroda honorowa „Świadek Historii”[9].